# Cordylogyne
Cordylogyne là chi thực vật có hoa trong họ Apocynaceae.